# تور أندرياس غوندرسن
تور أندرياس غوندرسن (بالنرويجية البوكمول: Tore Andreas Gundersen)‏ هو لاعب كرة قدم نرويجي، ولد في 4 فبراير 1986 في Flisa ‏ في النرويج. شارك مع منتخب النرويج تحت 18 سنة لكرة القدم ومنتخب النرويج تحت 21 سنة لكرة القدم. أما مع النوادي، فقد لعب مع دينامو دريسدن ونادي ليلستروم ونادي لينغبي.

## وصلات خارجية
- تور أندرياس غوندرسن على موقع اتحاد النرويج (النرويجية)
- تور أندرياس غوندرسن على موقع قاعدة بيانات كرة القدم.إي يو (الإنجليزية)
- تور أندرياس غوندرسن على موقع بيانات كرة القدم. دي إي (الألمانية)
- تور أندرياس غوندرسن على موقع Soccerway.com (الإنجليزية)
- تور أندرياس غوندرسن على موقع عالم كرة القدم.نت (الإنجليزية)